# Бивио Сант'Омеро (Терамо)
Бивио Сант'Омеро (итал. Bivio Sant'Omero) је насеље у Италији у округу Терамо, региону Абруцо.
Према процени из 2011. у насељу је живело 100 становника. Насеље се налази на надморској висини од 132 м.